# Yujiang
Yujiang  (en chino:余江区, pinyin:Yú jiāng qu) es un distrito bajo la administración directa de la ciudad-prefectura de Yingtan. Se ubica al sureste del Lago Poyang donde es bañada por uno de sus ríos, el Xin (信江) que discurre desde las Montaña Huaiyu (武夷山) de la provincia de Jiangxi, República Popular China. Su área total es de 936 km² (42% bosques) y su población para 2013 fue de 385 000 habitantes, de los cuales más de 300 mil viven en zonas rurales. Los residentes son principalmente han y minorías étnicas

## Nombre
Yujiang fue originalmente llamada Condado de Anren (安仁县) (establecida en 988 durante la Dinastía Song del Norte). En el tercer año de la República de China (1914), se le cambió el nombre al condado, debido a que ya había uno con ese nombre en la provincia de Hunan. Desde entonces se le empezó a llamar por el actual gracias a la cantidad de recursos hídricos que baña la región.

## Administración
Desde mayo de 2018 la zona de Yujiang se administra como distrito, dividiéndose en 12 pueblos que se administran en 7 poblados y 5 villas.

## Geografía
El terreno del distrito de Yujiang es alto en el norte y en el sur, y se inclina gradualmente hacia el centro. Es la zona de transición entre la montañas Wuyi y la montañas Huaiyu hacia la llanura del lago Poyang. El noreste tiene un terreno elevado. La altitud general es de 100 a 300 metros. El pico más alto es "El pollo blanco" (白鸡母飞上)  con una elevación de 512 m s. n. m.  El terreno del sudoeste también es ligeramente más alto, generalmente entre 100-180 metros sobre el nivel del mar, y los picos principales tienen 367 metros sobre el nivel del mar. La elevación media es de 20 a 50 metros en el área llana ampliamente distribuida en los valles de los ríos Xinjiang y sus afluentes.

## Clima
El distrito de Yujiang tiene un clima de monzón húmedo subtropical caracterizado por cuatro estaciones distintas, clima suave, lluvia abundante y abundante luz solar. La temperatura media anual en los últimos 50 años fue de 17.6 °C, con una temperatura promedio de 5.2 °C en enero y una temperatura promedio de 29.3 °C en julio. La temperatura máxima extrema anual es de 41.12 °C, la temperatura mínima extrema anual es - 15.12 °C. 
La precipitación promedio anual es de 1788.8 mm, la precipitación máxima anual es de 2543.0 mm y la precipitación mínima anual es de 980.7 mm. La precipitación promedio de abril a junio es de 844.8 mm y la precipitación promedio en julio a septiembre es de 350.9 mm. El promedio anual de horas de sol es de 1739.4 horas y el período sin heladas es de 258 días. 

## Economía
Los recursos minerales en el distrito de Yujiang incluyen más de 20 tipos de minerales como magnesio , hierro, arcilla , piedra de cuarzo , piedra caliza , diabasa , carbón, etc., de los cuales las reservas de mineral de silicio superan los 15 millones de toneladas.